# Acanthobasidium
Acanthobasidium ist eine Pilzgattung innerhalb der Familie der Schichtpilzverwandten (Stereaceae). Die Pilze haben sehr dünne, flach ausgebreitete Fruchtkörper, ornamentierte Sporen, ein monomitisches Hyphensystem und Hyphen mit Schnallen. Typisch für die Gattung sind Acanthobasidien. Die Pilze wachsen meist auf abgestorbenen Gräsern oder toten, krautigen Pflanzen und erzeugen eine Weißfäule. Die Typusart der Gattung ist Acanthobasidium delicatum.

## Merkmale
Die membranösen Fruchtkörper sind resupinat und überziehen in einer unregelmäßig ausgebreiteten hauchdünnen (< 1 mm dicken) Schicht das Substrat. Das Hymenophor ist glatt und weißlich bis ockerfarben. Das Hymenium enthält Gloeozystiden und Acanthozystiden oder acanthozystidartige Zellen. Nach Oberwinkler kommen keine sterilen Hymeniumelemente vor, die acanthozystidartigen Zellen interpretiert er als Basidiolen, also als unreife Vorstufe der Basidien. Das Hyphensystem ist monomitisch und besteht aus dünnwandigen und hyalinen, meist gut erkennbaren Hyphen, die an fast allen Septen Schnallen tragen. Die Basidien entstehen seitlich an mehr oder weniger horizontal verlaufenden Hyphen. Solche Basidien werden auch als Pleurobasidien bezeichnet. Die Basidien sind oft typisch urnenförmig und in der Mitte verschmälert. Sie tragen mehr oder weniger häufig an ihrem basal verbreiterten Teil stachelartige Auswüchse und werden daher auch als Acanthobasidien bezeichnet. Die amyloiden Basidiosporen sind warzig bis stachelig ornamentiert, doch das Ornament löst sich in KOH auf.

## Ökologie und Verbreitung
Die saprotrophen Pilze wachsen meist auf abgestorbenen Gräsern oder auf toten, krautigen Pflanzenteilen. Typische Substrate sind Sauergräser wie Binsenschneide, Hängesegge, sowie Schilf, Bambus und abgestorbene Äste von Heidekraut, Heide, Brombeeren und Porst.  Acanthobasidium penicillatum hingegen wächst auf abgestorbenen Ästen von diversen Nadelbäumen.
Obwohl es nur relativ wenige Nachweise gibt, sind die Pilze mit ihren kleinen, unscheinbaren Fruchtkörper wahrscheinlich weit verbreitet. Für A. delicatum, A. norvegicum und A. phragmitis gibt es nur Nachweise aus Europa, während A. penicillatum bisher nur in Nordamerika und Ostrussland nachgewiesen wurde.

## Systematik

Minimum-Evolution-Stammbaum von Acanthobasidium. Der Stammbaum wurde mit dem MEGA 5.10-Programm erstellt. Alle 28S ribosomalen rDNA-Sequenzen stammen von der GenBank. Der Bootstraptest wurde mit 1000 Wiederholungen durchgeführt, in der Regel werden nur Werte über 50 angegeben. Alle weiteren Informationen werden in der Bildbeschreibung angegeben.

Die Gattung wurde 1966 von F. Oberwinkler mit der Typusart Aleurodiscus delicatus Wakef. beschrieben. Oberwinkler hielt es für nötig die Art vom Aleurodiscus-Komplex abzutrennen, weil sie eine ganz andere Basidienmorphologie (Pleurobasidien mit mehr oder weniger seitlichen Auswüchsen) hat.
Molekularbiologische Untersuchungen zeigten, dass die Gattung zu einem Hauptast des Aleurodiscus-Komplexes gehört, zu dem auch die beiden Zweige Aleurodiscus sensu stricto (Aleurodiscus im engeren Sinne) und ein Zweig mit Neoaleurodiscus und Aleurodiscus aurantius gehört. Die Gattung ist also ein Schwestertaxon zu Aleurodiscus sensu stricto. Die drei Arten A. norvegicum, A. phragmitis A. weirii bilden innerhalb des Aleurodiscus-Komplexes eine klar abgetrennte, monophyletische Gruppe, die Typusart wurde bisher noch nicht molekularbiologisch untersucht. Die beiden nah verwandten Arten A. phragmitis und A. norvegicus haben deutliche Pleurobasidien, aber auch die Basidiolen von Al. weirii erinnern laut Lemke stark an Pleuralbasidien. Daher sprechen sowohl molekulare Daten als auch morphologische Eigenschaften dafür, dass Aleurodiscus weirii auch zu dieser Gattung gehört. A. weirii (syn.: Acanthophysium weirii) wurde aber bisher noch nicht durch eine gültige Neukombination des Namens in die Gattung gestellt. Da er sich morphologisch und ökologisch klar von den drei zuvor genannten Arten unterscheidet, spricht auch einiges gegen diesen Schritt.
|                        | A. delicatum, A. phragmitis u. A. norvegicus | Aleurodiscus weirii                           | A. penicillatum                               |
| ---------------------- | -------------------------------------------- | --------------------------------------------- | --------------------------------------------- |
| Fruchtkörperdicke (mm) | 0,04–0,1                                     | 0,2–1                                         | 0,1–0,4                                       |
| Gloeozystiden-Form     | keulig bis spindelig (Schizopapille)         | zylindrisch, spindelig, keulig, Schizopapille | zylindrisch, keulig, moniliform               |
| Gloeozystiden (µm)     | 20–55 × 6–14                                 | 55–80 × 5–8                                   | 35–65 × 5–12                                  |
| Hyphiden               | Acanthohyphiden und/oder Acanthobasidien     | Parahyphiden, Dendrohyphiden, Acanthohyphiden | Parahyphiden, Dendrohyphiden, Acanthohyphiden |
| Basidien (µm)          | 20–45 × 8–15                                 | 30–45 × 5–7                                   | 55–90 (110) × 9–12                            |
| Sporenform             | ellipsoid bis zylindrisch                    | fast kugelig bis ellipsoid                    | fast kugelig, ovoid, ellipsoid                |
| Sporen (µm)            | 9–15 × 6–8                                   | 5–6,5 (7) × 5–7                               | 15–20 (25) × 13–19 (21)                       |
| Substrat               | Gräser, Kräuter                              | Nadelbäume                                    | Nadelbäume                                    |

A. penicillatum steht im rDNA-Gen-Stammbaum ein wenig isoliert zwischen dem Aleurodiscus-sensu-stricto-Ast und dem Acanthobasidium-Zweig. Doch da die Art ebenfalls effus-resuspinate Fruchtkörper hat und die Basidien häufig bis zerstreut seitliche, stachelartige Auswüchse haben schlugen Wu u. a. (2000) vor, diese Art ebenfalls in die Gattung Acanthobasidium zu stellen.
Etymology
Der Gattungsname „Acanthobasidium“ leitet sich von dem altgriechischen Wort acanthos (Stachel) und basidium ab und bezieht sich auf die für die Gattung typischen Acanthobasidien.

## Arten
Der Gattung werden heute weltweit vier Arten zugeordnet.
- Acanthobasidium delicatum (Wakef.) Oberw. ex Jülich 1979
- Acanthobasidium norvegicum (J. Erikss. & Ryvarden) Boidin, Lanq., Cand., Gilles & Hugueney 1986
- Acanthobasidium phragmitis Boidin, Lanq., Cand., Gilles & Hugueney 1986
- Acanthobasidium penicillatum (Burt) Sheng H. Wu 2010